# الکساندر لانگمویر
الکساندر دانکن لانگمویر (به انگلیسی: Alexander Duncan Langmuir) (۱۲ سپتامبر ۱۹۱۰–۲۲ نوامبر ۱۹۹۳) یک همه‌گیرشناس آمریکایی بود. او به‌دلیل ایجاد سرویس اطلاعاتی همه‌گیرشناسی مشهور است.